# نمانیا میلتیچ (بازیکن فوتبال، زاده ژانویه ۱۹۹۱)
نمانیا میلتیچ (صربی: Nemanja Miletić؛ زادهٔ ۱۶ ژانویهٔ ۱۹۹۱) بازیکن فوتبال اهل صربستان است.
از باشگاه‌هایی که در آن بازی کرده‌است می‌توان به باشگاه فوتبال وویوودینا اشاره کرد.
وی همچنین در تیم ملی فوتبال صربستان بازی کرده‌است.